# Новоцурухайтуй
Новоцуруха́йтуй — село в Приаргунском районе Забайкальского края России. Административный центр сельского поселения «Новоцурухайтуйское».

## География
Расположено на берегу реки Аргунь в 3 км к северу от Приаргунска. Название получил от Цурухайтуевской слободы (ныне Староцурухайтуй): по-бурятски сурхай, по-эвенкийски сурука одинаково означают «щука», сурхайта — «щучье».

## История
Основано в 1745 году Нерчинской воеводской канцелярией по распоряжению бригадира В. В. Якоби как пограничный караул в целях укрепления границы России с империей Цин. С 1764 по 1810 год — Цурухйтуйская пограничная крепость.
С образованием Забайкальского казачьего войска с 1851 года в станице располагался штаб 2-й конной бригады и 4-го полка, в 1872—1918 годах — штаб 2-го конного отдела.

## Население
| 1989 | 2002  | 2010  | 2021  |
| ---- | ----- | ----- | ----- |
| 1773 | ↗1920 | ↘1792 | ↘1656 |

## Предприятия и культура
Средняя школа, интернат, Центр социальной помощи семье и детям, ПСХК «Поле», ОАО «Агроремтех», фельдшерско-акушерский пункт.
Ныне закрытые: колхоз им. С. Г. Лазо (организован в 1929 году), мельница, хлебопекарня.

## Люди, связанные с селом
В селе родился Герой Советского Союза Константин Кайдалов, а также известный российский зоолог 19 века Иван Семёнович Поляков.